# Antal Kocsis
Antal Kocsis (ur. 17 listopada 1905 w Budapeszcie, zm. 25 października 1994 w Titusville na Florydzie) – węgierski bokser, mistrz olimpijski.
Startując w mistrzostwach Europy w 1927 w Berlinie zdobył wicemistrzostwo Europy w kategorii muszej. Uczestnicząc w Letnich Igrzyskach Olimpijskich 1928 w Amsterdamie, zdobył złoty medal olimpijski w tej samej wadze.
W mistrzostwach Węgier wywalczył cztery tytuły mistrza kraju, w 1926, 1927 i 1928 w kategorii muszej, a w 1929 roku w wadze koguciej.
W latach 1930–1935 walczył na ringu zawodowym, stoczył 40 walk, z czego 22 pojedynki wygrał, 5 zremisował i 13 przegrał.